# 佐藤克身
佐藤 克身（さとう かつみ、1941年（昭和16年）1月4日 - 2022年（令和4年）6月20日）は、日本の実業家。株式会社福音館書店代表取締役会長。

## 経歴
石川県金沢市出身。1964年（昭和39年）青山学院大学を卒業し、同年福音館書店に入社。同社営業部長を経て、1968年（昭和43年）同社専務、1985年（昭和60年）同社社長に就任。1998年（平成10年）同社会長に就任。2022年（令和4年）6月20日6時、病気療養中のところ死去。

## 人物
趣味はゴルフ・釣り・読書。

## 家族
- 妻・博子（1939年（昭和14年）10月27日生、白百合短大卒）[1]
- 長女・圭子（1966年（昭和41年）7月23日生、青山学院大卒）[1]
- 長男・潤一（1971年（昭和46年）5月11日生、福音館書店代表取締役社長）[1]